# 峇里聯足球會
峇里聯足球會（英語：Bali United Football Club）是一家位於印度尼西亞巴厘島吉安雅縣的職業足球俱樂部，現時參加印尼甲組聯賽。峇里聯創立於2015年，前身屬於前印尼超級聯賽球會普特拉沙馬林達足球會（Putra Samarinda F.C.），普特拉沙馬林達擁有者於2015年由東加里曼丹省沙馬林達遷往巴厘島，並且將球會更名為峇里聯。峇里聯繼承普特拉沙馬林達的2015年印尼超級聯賽參賽資格，僅用四年就贏得2第一個頂級聯賽冠軍。
峇里聯是印尼乃至東南亞第一間職業足球會進行首次公开募股申請為上市公司，僅次於中國超級聯賽球會廣州恆大，於2019年6月17日正式通過印度尼西亞證券交易所上市。大股東PT Bali Bintang Sejahtera Tbk 在首次公開募股後發行多達二十億股已發行和實收資本，股票發售價格為每股120至180印尼盾，在6月10日啟動首次公開募股時實際價格為175印尼盾。

## 榮譽

### 本土
- 印尼甲組聯賽

 冠軍 (2)：2019, 2021–22
 亞軍 (1)：2017

## 外部鏈接
- 官方网站 （印尼語和英語）
- Bali United 在印尼超級聯賽